# 金敞 (西汉)
金敞（?—?）。匈奴休屠胡（屠各胡）人，西汉大臣。金姓。侍中、驸马都尉、光禄大夫金日磾侄孙，建章卫尉、都成侯金安上次子。
汉元帝刘奭为太子时，为中庶子，获宠。元帝即位后（前49年），受命为骑都尉光禄大夫。转任中郎将侍中。金敞与太傅萧望之等同心辅政，多有匡谏。为人正直，敢犯颜直谏，左右之人对他很害怕。竟宁元年（前33年），汉成帝即位，世称忠孝，留侍宫中，为奉车都尉。河平四年（前25年），为水衡都尉。阳朔元年（前24年），官至卫尉。其兄弟金常、金明、金岑均为大臣。